# Stanko Lorger
Stanko Lorger   (Buče, 14 de febrer de 1931 - Ljubljana, 20 d'abril de 2014) fou un atleta eslovè, especialista en curses de tanques, que va competir durant les dècades de 1950 i 1960.
Durant la seva carrera esportiva va prendre part en tres edicions dels Jocs Olímpics d'Estiu, el 1952, 1956 i 1960. El millor resultat el va obtenir als Jocs de Melbourne de 1956, on fou cinquè en la cursa dels 110 metres tanques del programa d'atletisme, mentre en les altres edicions quedà eliminat en sèries.
En el seu palmarès destaca una medalla de plata en els 110 metres tanques al Campionat d'Europa d'atletisme de 1958 i dues medalles d'or a les Universíades, el 1957 i 1959, sempre en els 110 metres tanques. Va guanyar el campionat balcànic dels 100 metres el 1959 i el dels 110 metres tanques entre 1953 i 1961. També guanyà el campionat iugoslau dels 100 metres el 1952, 1956 i de 1958 a 1961 i de 110 metres tanques el 1952 i de 1954 a 1961, així com campió nacional en pista coberta dels 60 metres i 60 metres tanques entre 1955 i 1958.
Va millorar en nombroses ocasions el rècord de Iugoslàvia dels 110 metres tanques i100 metres.

## Millors marques
- 100 metres. 10.4" (1960)
- 200 metres. 21.7" (1955)
- 110 metres tanques. 13.8" (1958)
- 200 metres tanques. 24.7" (1954)[2][9]